# Riccardo Affinati
Riccardo Affinati (Roma, 15 dicembre 1959) è un autore di giochi e saggista italiano, esperto di wargame tridimensionale, redattore della rivista specializzata Dadi & Piombo..

## Carriera
Creatore del gioco di comitato Il Caso Ustica,  presentato per la prima volta in Italia a Gradara Ludens e Festival del Gioco di Urbino. A questo seguiranno un notevole numero di lavori, da Codice Azienda per l'addestramento del personale a Omicidio a Bologna, a carattere giudiziario.
Primo wargamer italiano a pubblicare un regolamento di wargame su una rivista inglese (Wargame Illustrated, agosto 1992). Ha pubblicato i giochi da tavolo Il Sole di Austerlitz e L'Eclissi di Zama, oltre ad aver collaborato per riviste del settore.
Nel gioco di comitato porta avanti una filosofia ludica, che, escludendo i dadi, punta esclusivamente nell'interpretazione del personaggio e nella interazione fra giocatori, alimentando il motore dell'azione centrale, che, pur basandosi su storie semplici, come processi o situazioni legate all'attualità, prendono vita grazie agli interpreti stessi. Ha collaborato con Luca Giuliano e Remo Chiosso alla realizzazione di filosofie ludiche in grado di unire murder party e gioco di comitato, non è un caso, che i giochi di comitato sono stati chiamati anche giochi di interpretazione.

## Curiosità
Affinati si è distinto in modo particolare nella propria attività di wargamer, tanto da aver acquisito notorietà nazionale nell'ambito del wargame italiano, attraverso una capillare opera di divulgazione, cercando negli anni, di togliere al termine wargame quei falsi valori che una errata cognizione delle cose aveva messo in cattiva luce. Fondatore dell'Accademia wargame e del Gruppo Italiano Wargame, Affinati nei suoi articoli e lavori tratta in maniera chiara e sintetica la differenza tra videogiochi, softair e wargame tridimensionale, che troppo spesso vengono confusi tra loro. «Il gioco dei soldatini» non è più un hobby per bambini cresciuti o per guerrafondai, ma diventa una palestra di vita e di approfondimento storico, escludendo qualsiasi forma di violenza gratuita, accrescendo invece spirito di collaborazione e fratellanza ludica.

## Libri pubblicati
- Partigiani Italiani, 1943 - 1945. Storia Militare della Resistenza, edizioni Chillemi, Roma, 2007.
- Garibaldini, 1838 - 1871. Storia Militare del Risorgimento, edizioni Chillemi, Roma, 2007.
- Ordini Religioso Militari. Storia Militare, edizioni Chillemi, Roma, 2008.
- Le Guerre d'Italia, 1494 - 1559, edizioni Chillemi, Roma, 2008.
- Wellington. L'uomo che sconfisse Napoleone, edizioni Chillemi, Roma, 2008.
- Storia Militare del Lazio, edizioni Chillemi, Roma, 2008.
- Soldati del Papa. Dall'antichità ai giorni nostri, edizioni Chillemi, Roma, 2008.
- Forze Armate della Repubblica Sociale Italiana, edizioni Chillemi, Roma, 2009.
- Vita Quotidiana delle Brigate Rosse, edizioni Chillemi, Roma, 2009.
- Città fatali. Battaglie, assedi e conflitti urbani dall'antichità ai giorni nostri, edizioni Chillemi, Roma, 2014.
- Storia universale della guerra. L'antichità, Soldiershop, Roma, 2016
- Camminare per i fiumi in guerra., Soldiershop, Roma, 2016
- Camminare per l'Italia fascista., Soldiershop, Roma, 2016
- Andare per fratelli, Soldiershop, Roma, 2017
- L'amore spiegato a Dio, Luca Cristini Editore, Roma, 2019

## Giochi pubblicati
- Red Shirts, Rules for Garibaldi' Guerrilla Warfare in 6mm., wargame su Wargame Illustrated n. 59, agosto 1992.
- Omicidio a Bologna, gioco di comitato, in GiocAreA n. 3, aprile 1998, Nexus Editrice.
- Il Grande Imis, gioco di comitato Kaos, Nexus Editrice.
- Il Sole di Austerlitz, Boardgame (Agonistika, 1990).
- L'Eclissi di Zama, gioco da tavolo (Proxima, 1992).
- Queen Victoria, wargame (Dadi & Piombo n. 3, autunno 2000).
- La Grande Guerra, wargame (Dadi & Piombo n. 6, estate 2001).
- Dalle Alpi alle Piramidi, wargame (Dadi & Piombo n. 7, autunno 2001).
- Riccardo III, wargame (Dadi & Piombo n. 8, inverno 2002).
- Uomini in Pattuglia, wargame (Dadi & Piombo n. 11, autunno 2002).
- Picche di Romagna e Leoni di Venezia, wargame, in Dadi & Piombo n. 13, primavera 2003.
- Gone With the Wind, wargame in Dadi & Piombo n. 17, primavera 2004.
- E Chi Non Beve Con Me Peste Lo Colga, wargame in Dadi & Piombo n. 19, autunno 2004.
- Alto Comando, wargame in Dadi & Piombo n. 23, autunno 2005.
- La Campagna in Africa Settentrionale, wargame in Dadi & Piombo n. 26, estate 2006.
- Mezzogiorno di Fuoco, wargame in Dadi & Piombo n. 31, autunno 2007.
- De Bello Punico, boardgame in Parabellum Magazine n. IX, estate 2021.
- Putin's War, with Mauro Faina. Wargame disponibile su questo blog (versione inglese), estate 2022.

| Controllo di autorità | VIAF (EN) 100518483 · ISNI (EN) 0000 0000 7888 074X · LCCN (EN) no2009107653 · GND (DE) 139225978 |